# Urlucea
Urlucea – wieś w Rumunii, w okręgu Ardżesz, w gminie Călinești. W 2011 roku liczyła 683 mieszkańców.